# Icaño (Catamarca)
Icaño è una città argentina del dipartimento di La Paz, nella provincia di Catamarca.